# Passage Sainte-Croix
Le Passage Sainte-Croix est un passage de Nantes, en France. Celui-ci constitue également un centre culturel proposant des spectacles, des expositions et des conférences.

## Situation et accès
Située dans le centre-ville de Nantes, ce passage débute au no 9 de la rue de la Bâclerie, longe le côté sud de l'église Sainte-Croix et aboutit place Sainte-Croix. Il mesure 70 mètres de long, traversant successivement l'ancien prieuré des moines bénédictins, puis l'ancien cloître de l'église (naguère occupé par un cimetière) transformé en square public.
Le passage est ouvert au public du mardi au samedi de 12h à 18h30.

## Historique
En 2007, le diocèse de Nantes, propriétaire des lieux, décide d'y créer un passage associé à un espace culturel. L'association « Passage Sainte-Croix » est fondée la même année et sera chargée par la suite la gestion du lieu. Les travaux sont engagés l'année suivante. Le 24 juin 2009, Mgr Georges Soubrier, évêque de Nantes, pose la première pierre,.
En mai 2010, le passage est ouvert au public après deux ans de rénovations dont le coût s’élève à près de 3,5 millions d’euros,. Autour de la cour de l'ancien prieuré du XIe siècle, transformée en patio et recouverte d'une verrière, ont été aménagés une galerie d'exposition, des salles de conférences et de spectacles.
Le jardin, aujourd'hui aménagé sous la forme d'un jardin médiéval (dont l'entretien a été confié au service des espaces verts de la ville), abritait autrefois le cimetière de l'église (transféré au cimetière La Bouteillerie en 1774). Pendant les travaux d'aménagements, il a fait l'objet de fouilles préventives durant lesquelles des tombes de l’époque carolingienne furent mises au jour, ainsi que des plots de granit de l’ancien cloître qui s'y trouvait également.
Depuis l'inauguration du passage l'association « Passage Sainte-Croix » a noué plusieurs partenariats avec des acteurs culturels locaux, qui a permis à celui-ci d'accueillir de nombreuses manifestations notamment dans le cadre du Voyage à Nantes ou de La Folle Journée.
Le peintre Coréen, le moine dominicain Kim En Joong, fut le premier artiste à avoir exposé ses œuvres dans le passage Sainte-Croix.
Entre décembre 2016 et janvier 2017, le passage a accueilli une exposition d'œuvres du peintre Alain Thomas.

## Bâtiments remarquables et lieux de mémoire

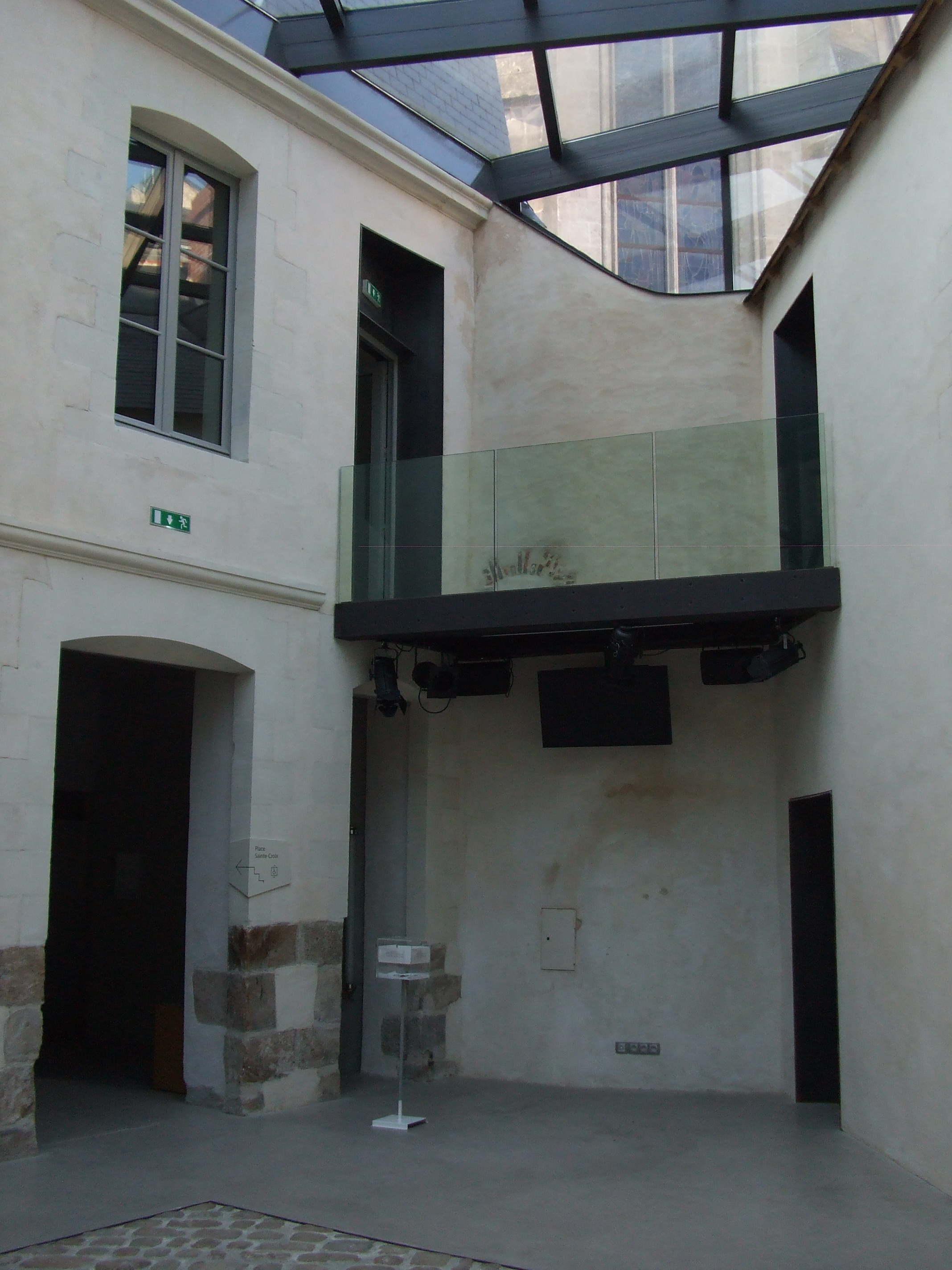
Le patio.
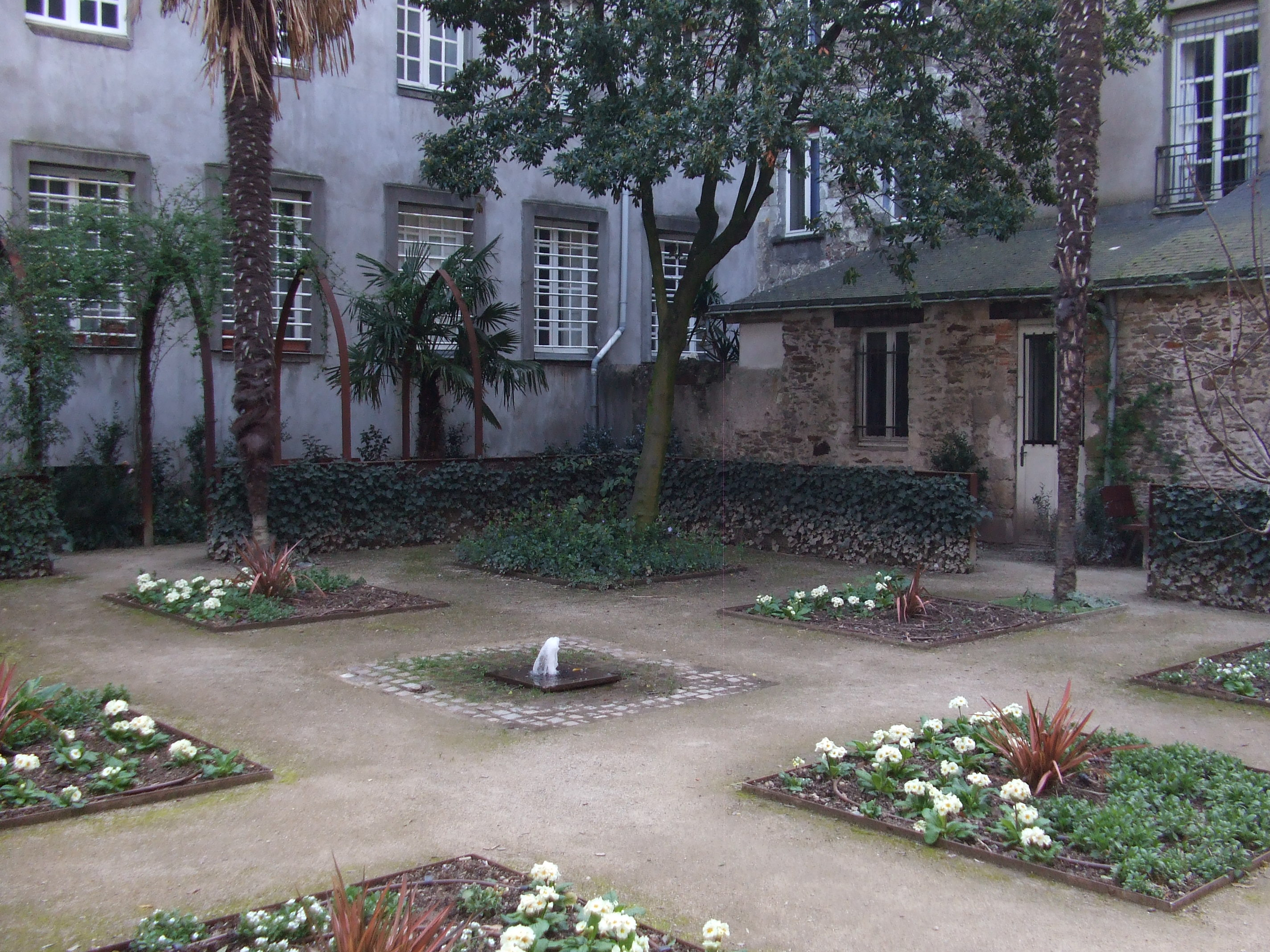
Le jardin public.
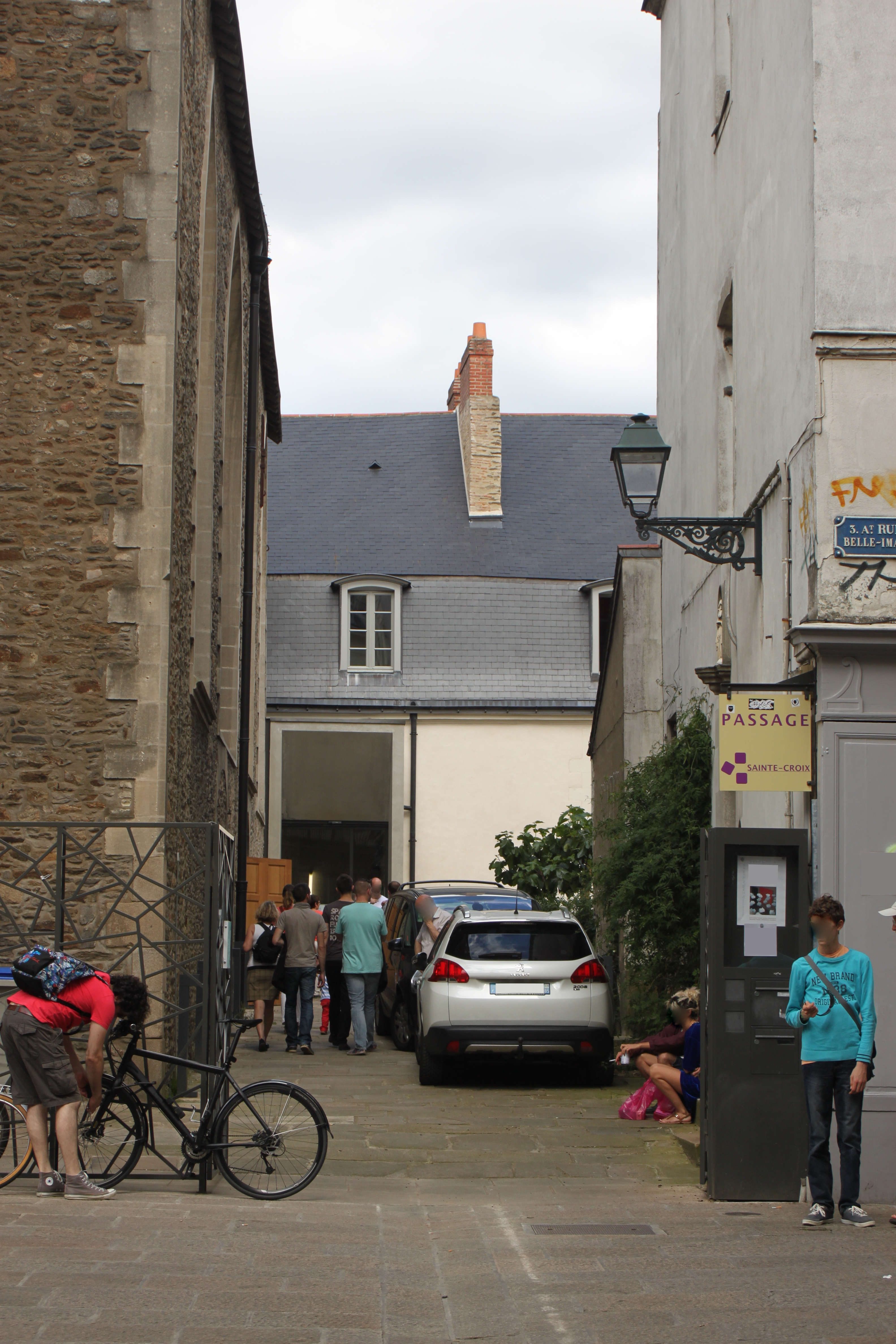
Passage vu de la place Sainte-Croix.
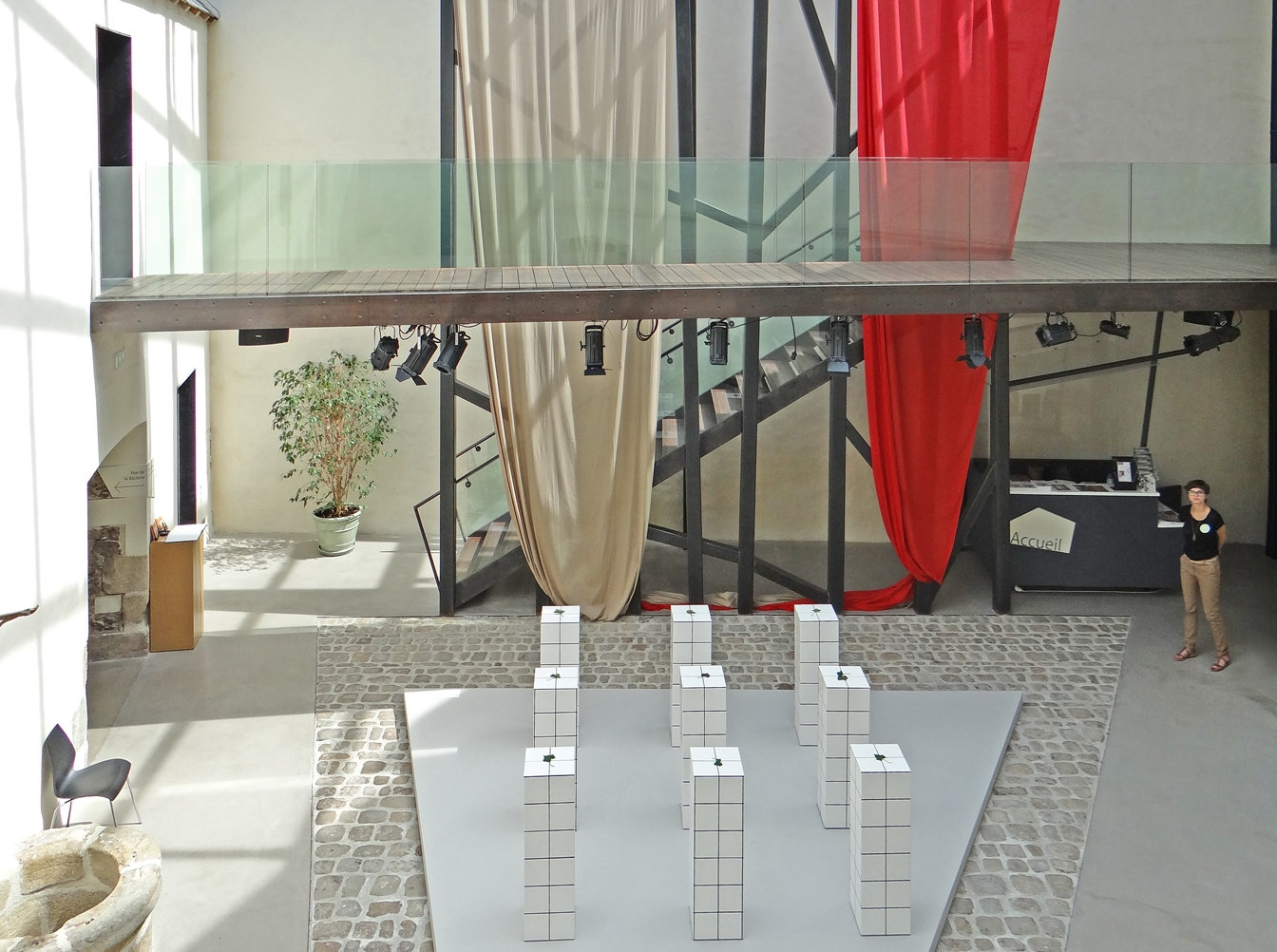

## Sources
- Cet article est partiellement ou en totalité issu de l'article intitulé « Église Sainte-Croix de Nantes » (voir la liste des auteurs).